# Лузянское сельское поселение
Лузя́нское се́льское поселе́ние — муниципальное образование в составе Даровского района Кировской области России.
Центр — село Красное.

## История
Лузянское сельское поселение образовано 1 января 2006 года согласно Закону Кировской области от 07.12.2004 № 284-ЗО.

## Население
| 2010 | 2012  | 2013  | 2014  | 2015  | 2016  | 2017  |
| ---- | ----- | ----- | ----- | ----- | ----- | ----- |
| 1353 | ↘1284 | ↘1198 | ↘1160 | ↘1106 | ↘1067 | ↘1010 |
| 2018 | 2019  | 2020  | 2021  |       |       |       |
| ↘956 | ↘889  | ↘856  | ↘747  |       |       |       |

## Состав
В состав поселения входят 21 населённый пункт (население, 2010):
| - село Красное — 552 чел.; - деревня Большая Верховская — 43 чел.; - деревня Большая Лукинская — 71 чел.; - деревня Боровская — 12 чел.; - деревня Гляденовская — 0 чел.; - деревня Гремячевская — 0 чел.; - деревня Езевская — 14 чел.; | - деревня Заметалово-2 — 0 чел.; - деревня Запольская — 10 чел.; - деревня Краснопольская — 0 чел.; - деревня Крестовская — 5 чел.; - деревня Кривецкая — 212 чел.; - деревня Малая Лукинская — 3 чел.; - деревня Мачехонская — 36 чел.; | - деревня Морозовская — 0 чел.; - посёлок Суборь — 319 чел.; - деревня Уползинская — 1 чел.; - деревня Хвойская — 15 чел.; - посёлок Чернорецкий — 0 чел.; - деревня Широкородская — 13 чел.; - деревня Шубенская — 47 чел. |